# Lista de santos e beatos católicos
Aqui você verá alguns dos santos canonizados e dos beatos beatificados pela Igreja Católica.

## A
| Nome                                                             | Dia da Festa    | Classificação                  | Santo | Beato |
| Abanub Ayad Atiya                                                | 15 de Fevereiro | Mártir                         | Sim   |       |
| Abdel-Mooti Massabki                                             | 10 de Julho     | Mártir                         | Sim   |       |
| Abelardo de Corbie                                               | 2 de Janeiro    | Abade                          | Sim   |       |
| Abo de Tiflis                                                    | 6 de Janeiro    | Mártir                         | Sim   |       |
| Abrúncolo                                                        | 4 de Janeiro    | Bispo                          | Sim   |       |
| Adílio Daronch                                                   | 21 de Maio      | Mártir                         |       | Sim   |
| Adolph Kolping                                                   | 6 de dezembro   | Presbítero                     |       | Sim   |
| Afonso Rodrigues                                                 | 17 de Novembro  | Presbítero e Mártir            | Sim   |       |
| Afonso Maria Mazurek                                             | 12 de Junho     | Mártir                         |       | Sim   |
| Agnello de Pisa                                                  | 7 de maio       | Frade                          |       | Sim   |
| Alano da Rocha                                                   | 8 de setembro   | Religioso                      |       | Sim   |
| Albertina Berkenbrock                                            | 15 de junho     | Virgem e Mártir                |       | Sim   |
| Alberto Besozzi                                                  | 3 de Setembro   | Eremita                        |       | Sim   |
| Alberto de Cashel                                                | 8 de Janeiro    | Bispo                          | Sim   |       |
| Alberto de Jerusalém                                             | 25 de Novembro  | Patriarca de Jerusalém         | Sim   |       |
| Alberto da Sicília                                               | 7 de Agosto     | Religioso                      | Sim   |       |
| Alberto Hurtado                                                  | 18 de Agosto    | Presbítero                     | Sim   |       |
| Alderico de Le Mans                                              | 7 de Janeiro    | Bispo                          | Sim   |       |
| Alexandrina de Balazar                                           | 13 de Outubro   | Virgem                         |       | Sim   |
| Alfredo Ildefonso Schuster                                       | 30 de outubro   | Cardeal                        |       | Sim   |
| Alicja Jadwiga Kotowska                                          | 11 de Novembro  | Mártir                         |       | Sim   |
| Aloísio Stepinac                                                 | 10 de fevereiro | Arcebispo e Mártir             |       | Sim   |
| Amada (Amma Talida) de Tebaída                                   | 5 de Janeiro    | Virgem                         | Sim   |       |
| Amadeu IX de Saboia                                              | 30 de março     | Duque                          |       | Sim   |
| Ambrósio de Milão                                                | 7 de Dezembro   | Bispo e Doutor da Igreja       | Sim   |       |
| Ambrósio Fernandes                                               | 7 de Janeiro    | Religioso e Mártir             |       | Sim   |
| Ambrósio Francisco Ferro                                         | 3 de Outubro    | Presbítero e Mártir            | Sim   |       |
| Amélia                                                           | 5 de Janeiro    | Virgem e Mártir                | Sim   |       |
| Ana de Jesús                                                     | 25 de novembro  | Religiosa                      |       | Sim   |
| Ana de São Bartolomeu                                            | 7 de Junho      | Religiosa                      |       | Sim   |
| Ana dos Anjos Monteagudo                                         | 10 de junho     | Religiosa                      |       | Sim   |
| André Bessete (Alfredo)                                          | 6 de Janeiro    | Religioso                      | Sim   |       |
| André de Soveral                                                 | 3 de Outubro    | Religioso, Presbítero e Mártir | Sim   |       |
| André Corsini                                                    | 6 de Janeiro    | Bispo                          | Sim   |       |
| André Gomez Saez                                                 | 1 de Janeiro    | Sacerdote e Mártir             |       | Sim   |
| Ângela de Foligno                                                | 4 de Janeiro    | Religiosa                      | Sim   |       |
| Ângelo da Sicília                                                | 5 de Maio       | Religioso                      | Sim   |       |
| Anselmo                                                          | 7 de Janeiro    | Eremita                        | Sim   |       |
| Antero                                                           | 3 de Janeiro    | Papa e Mártir                  | Sim   |       |
| Antoni Ulma                                                      | 7 de Julho      | Mártir                         |       | Sim   |
| Apolinário de Gerápoli                                           | 8 de Janeiro    | Bispo                          | Sim   |       |
| Apolónia do Santíssimo Sacramento (Lizarraga Ochoa de Zabalegui) | 8 de Setembro   | Virgem e Mártir                |       | Sim   |
| Argeo                                                            | 2 de Janeiro    | Mártir                         | Sim   |       |
| Arnaldo Janssen                                                  | 15 de janeiro   | Presbítero                     | Sim   |       |
| Artemide Zatti                                                   | 15 de Março     | Religioso                      | Sim   |       |
| Assunta Marchetti                                                | 1 de Julho      | Religiosa                      |       | Sim   |
| Astolfo                                                          | 5 de Janeiro    | Bispo                          | Sim   |       |
| Auberto de Avranches                                             | 10 de Setembro  | Bispo                          | Sim   |       |

## B
| Nome                       | Dia da Festa    | Classificação                    | Santo | Beato |
| Bárbara Maix               | 6 de Novembro   | Religiosa e Fundadora            |       | Sim   |
| Barbara Ulma               | 7 de Julho      | Mártir                           |       | Sim   |
| Bartolo Longo              | 5 de Outubro    | Leigo e Apóstolo do Rosário      | Sim   |       |
| Basílio Magno              | 2 de Janeiro    | Bispo e Doutor da Igreja         | Sim   |       |
| Basílio de Braga           | 23 de Maio      | Bispo                            | Sim   |       |
| Basilissa                  | 6 de Janeiro    | Mártir                           | Sim   |       |
| Beatriz de Portugal        | 25 de Setembro  | Rainha e Religiosa               |       | Sim   |
| Beatriz da Silva           | 17 de Agosto    | Fundadora                        | Sim   |       |
| Bebê Ulma anônimo          | 7 de Julho      | Mártir                           |       | Sim   |
| Benigna Cardoso da Silva   | 24 de Outubro   | Mártir                           |       | Sim   |
| Bernadette Soubirous       | 25 de Outubro   | Vidente de N. Senhora em Lourdes | Sim   |       |
| Bernardina Maria Jablonska | 23 de Setembro  | Fundadora                        |       | Sim   |
| Bertila de Chelles         | 5 de Novembro   | Abadessa                         | Sim   |       |
| Bertoara                   | 12 de Dezembro  | Abadessa                         | Sim   |       |
| Bishoy Adel Khalaf         | 15 de Fevereiro | Mártir                           | Sim   |       |
| Bishoy Astafanus Kamel     | 15 de Fevereiro | Mártir                           | Sim   |       |
| Blidulfo de Bobbio         | 2 de Janeiro    | Abade                            | Sim   |       |
| Brioco                     | 1 de Maio       | Bispo e Abade                    | Sim   |       |
| Brissos de Évora           |                 | Bispo e Mártir                   | Sim   |       |

## C
| Nome                                     | Dia da Festa   | Classificação              | Santo | Beato |
| Caio                                     | 4 de Janeiro   | Mártir                     | Sim   |       |
| Canna (Candace)                          | 25 de Outubro  | Mãe e Religiosa            | Sim   |       |
| Canuto IV da Dinamarca                   | 19 de Janeiro  | Mártir                     | Sim   |       |
| Canuto Lavardo                           | 7 de Janeiro   | Mártir                     | Sim   |       |
| Carlo Acutis                             | 12 de Outubro  | Leigo                      | Sim   |       |
| Carlos de Santo André Houben             | 5 de Janeiro   | Religioso                  | Sim   |       |
| Carlos de Sezze                          | 6 de Janeiro   | Religioso                  | Sim   |       |
| Carlos I da Áustria                      | 21 de Outubro  | Imperador e Pacificador    |       | Sim   |
| Carmelitas de Compiègne                  | 17 de Julho    | Mártires                   | Sim   |       |
| Carmen Rendiles Martínez                 | 9 de Maio      | Religiosa                  | Sim   |       |
| Catarina de Siena                        | 29 de Abril    | Virgem e Doutora da Igreja | Sim   |       |
| Caterina Solaguti                        | 1 de Janeiro   | Virgem                     |       | Sim   |
| Celina de Meaux                          | 21 de Outubro  | Virgem                     | Sim   |       |
| Charbel Makhlouf                         | 24 de Julho    | Monge e Eremita            | Sim   |       |
| Chiara Luce Badano                       | 29 de outubro  | Virgem                     |       | Sim   |
| Ciríaco Elias Chavara                    | 3 de Janeiro   | Cofundador                 |       | Sim   |
| Ciro de Constantinopla                   | 7 de Janeiro   | Patriarca                  | Sim   |       |
| Clara de Ugarte                          | 4 de Janeiro   | Virgem                     |       | Sim   |
| (Aurélia) Clementina Arrambari Fuente    | 6 de Dezembro  | Mártir                     |       | Sim   |
| Clemens August von Galen                 | 22 de março    | Cardeal                    |       | Sim   |
| Conchita Barrecheguren                   | 13 de Maio     | Virgem                     |       | Sim   |
| Convoione                                | 5 de Janeiro   | Abade                      | Sim   |       |
| Crispim I                                | 7 de Janeiro   | Bispo                      | Sim   |       |
| Cristina da Santa Cruz (Oringa Menabuoi) | 4 de Janeiro   | Virgem                     |       | Sim   |
| Cristina de Bolsena                      | 24 de Julho    | Mártir                     | Sim   |       |
| Cristóbal de Laguardia                   | 25 de Setembro | Mártir                     | Sim   |       |

## D
| Nome                      | Dia da Festa   | Classificação            | Santo | Beato |
| Dafrosa de Roma           | 4 de Janeiro   | Esposa e Mártir          | Sim   |       |
| Damião de Molokai         | 10 de maio     | Presbítero e Missionário | Sim   |       |
| Daniel Comboni            | 10 de outubro  | Arcebispo e Missionário  | Sim   |       |
| Daniel de Pádua           | 3 de Janeiro   | Mártir                   | Sim   |       |
| Davi III, o restaurador   | 1 de Janeiro   | Rei                      | Sim   |       |
| Davino da Armênia         | 3 de Junho     | Peregrino                | Sim   |       |
| Defedente de Tebas        | 2 de Janeiro   | Mártir                   | Sim   |       |
| Deográcias                | 5 de Janeiro   | Bispo                    | Sim   |       |
| Devasahayam Pillai        | 14 de Janeiro  | Mártir                   | Sim   |       |
| Dionísio Amálio           | 5 de Janeiro   | Religioso                |       | Sim   |
| Dolores Broseta Bonet     | 9 de Dezembro  | Mártir                   |       | Sim   |
| Dionísio da Natividade    | 29 de Novembro | Mártir                   |       | Sim   |
| Domingos da Prússia       | 21 de Dezembro | Religioso                |       | Sim   |
| Domingos de Gusmão        | 8 de Agosto    | Religioso e Fundador     | Sim   |       |
| Domingos de Val           | 31 de Agosto   | Mártir                   |       | Sim   |
| Domingos Sávio            | 6 de maio      | Santo                    | Sim   |       |
| Dômnio de Salona          | 7 de maio      | Bispo e Mártir           | Sim   |       |
| Donizetti Tavares de Lima | 16 de Junho    | Presbítero               |       | Sim   |
| Dulce dos Pobres          | 13 de Agosto   | Religiosa                | Sim   |       |

## E
| Nome                                          | Dia da Festa    | Classificação         | Santo | Beato |
| Eduardo, o confessor                          | 26 de Outubro   | Rei                   | Sim   |       |
| Eduardo Waterson                              | 8 de Janeiro    | Sacerdote e Mártir    |       | Sim   |
| Eládio                                        | 8 de Janeiro    | Mártir                | Sim   |       |
| Elena Guerra                                  | 11 de Abril     | Religiosa e Fundadora | Sim   |       |
| Elisabete Anna Bayley Seton                   | 4 de Janeiro    | Viúva                 | Sim   |       |
| Emiliana                                      | 5 de Janeiro    | Virgem                | Sim   |       |
| Engrácia de Braga                             | 17 de Fevereiro | Virgem Mártir         | Sim   |       |
| Engrácia de Saragoça                          | 16 de Abril     | Virgem Mártir         | Sim   |       |
| Erardo de Ratisbona                           | 8 de Janeiro    | Bispo                 | Sim   |       |
| Ermete                                        | 4 de Janeiro    | Mártir                | Sim   |       |
| Ermelinda de Babrantes                        | 29 de Outubro   | Virgem                | Sim   |       |
| Erminoldo de Prufening                        | 6 de Janeiro    | Abade e Mártir        | Sim   |       |
| Eusébia                                       | 30 de Setembro  | Virgem                | Sim   |       |
| Esam Badir Samir                              | 15 de Fevereiro | Mártir                | Sim   |       |
| Estefânia Quinzani                            | 2 de Janeiro    | Religiosa             |       | Sim   |
| Eugênio de Condat                             | 1 de Janeiro    | Abade                 | Sim   |       |
| Eugénio Maria do Menino Jesus - Henri Grialou | 4 de Fevereiro  | Padre                 |       | Sim   |
| Eurósio Fabris Barban                         | 8 de Janeiro    | Religiosa             |       | Sim   |
| Eustáquio van Lieshout                        | 30 de agosto    | Padre                 |       | Sim   |
| Ezat Bishri Naseef                            | 15 de Fevereiro | Mártir                | Sim   |       |

## F
| Nome                        | Dia da Festa    | Classificação      | Santo | Beato |
| Farailde de Gand            | 4 de Janeiro    | Viúva              | Sim   |       |
| Félix de Nantes             | 6 de Janeiro    | Bispo              | Sim   |       |
| Ferréolo de Uzes            | 4 de Janeiro    | Bispo              | Sim   |       |
| Filomena de Roma            | 11 de Agosto    | Virgem e Mártir    | Sim   |       |
| Fintam de Dun Blesci        | 3 de Janeiro    | Religioso          | Sim   |       |
| Firmina de Amelia           | 24 de Novembro  | Mártir             | Sim   |       |
| Florêncio de Viena          | 3 de Janeiro    | Bispo              | Sim   |       |
| Fra Angelico                | 18 de fevereiro | Religioso          |       | Sim   |
| Francisca de Paula de Jesus | 14 de Junho     | Confessora         |       | Sim   |
| Francisco de Assis          | 4 de Outubro    | Monge              | Sim   |       |
| Francisco de Paula Victor   | 23 de Setembro  | Padre              |       | Sim   |
| Francisco Massabki          | 10 de Julho     | Mártir             | Sim   |       |
| Francisco Palau             | 7 de Novembro   | Religioso          |       | Sim   |
| Francisco Peltier           | 5 de Janeiro    | Sacerdote e Mártir |       | Sim   |
| Francisco Solano            | 14 de Julho     | Monge              | Sim   |       |
| Francisco Xavier            | 3 de Dezembro   | Presbítero         | Sim   |       |
| Franciszek Ulma             | 7 de Julho      | Mártir             |       | Sim   |
| Frederico                   | 5 de Janeiro    | Monge              |       | Sim   |
| Frodoberto                  | 1 de Janeiro    | Abade              | Sim   |       |
| Frontão de Périgueux        | 25 de Outubro   | Bispo              | Sim   |       |
| Frutuoso de Braga           | 16 de Abril     | Arcebispo          | Sim   |       |
| Fulgêncio de Ruspe          | 1 de Janeiro    | Bispo              | Sim   |       |

## G
| Nome                    | Dia da Festa    | Classificação            | Santo | Beato |
| Gaber Munir Adly        | 15 de Fevereiro | Mártir                   | Sim   |       |
| Galgano Guidotti        | 30 de Novembro  | Eremita                  | Sim   |       |
| Genoveva de Paris       | 3 de Janeiro    | Virgem                   | Sim   |       |
| Genoveva Torres Moráles | 5 de Janeiro    | Fundadora                | Sim   |       |
| Gens de Lisboa          | 8 de Maio       | Bispo e Mártir           | Sim   |       |
| Geraldo de Braga        | 5 de Dezembro   | Arcebispo                | Sim   |       |
| Gerhard Hirschfelder    | 2 de Agosto     | Presbítero e Mártir      |       | Sim   |
| Gerlaco de Valkenburg   | 5 de Janeiro    | Eremita                  | Sim   |       |
| Getúlio de Roma         | 10 de Junho     | Mártir                   | Sim   |       |
| Gianna Beretta Molla    | 28 de Abril     | Leiga e Mãe de Família   | Sim   |       |
| Girgis Milad Sinweet    | 15 de Fevereiro | Mártir                   | Sim   |       |
| Giuseppe Moscati        | 16 de Novembro  | Leigo                    | Sim   |       |
| Giuditta Vannini        | 23 de Fevereiro | Religiosa                | Sim   |       |
| Gonçalo de Amarante     | 10 de Janeiro   | Religioso e Presbítero   |       | Sim   |
| Gonçalo Garcia          | 5 de Fevereiro  | Religioso e Mártir       | Sim   |       |
| Gonçalo de Lagos        | 27 de Outubro   | Religioso                |       | Sim   |
| Górdio da Cesareia      | 3 de Janeiro    | Mártir                   | Sim   |       |
| Gregório de Langres     | 4 de Janeiro    | Bispo                    | Sim   |       |
| Gregório Nazianzeno     | 2 de Janeiro    | Bispo e Doutor da Igreja | Sim   |       |
| Gregório X              | 9 de janeiro    | Papa                     |       | Sim   |
| Gúdula                  | 8 de Janeiro    | Virgem                   | Sim   |       |
| Guido de Auxerre        | 6 de Janeiro    | Bispo                    | Sim   |       |
| Guilherme de Loarte     | 2 de Janeiro    | Sacerdote                |       | Sim   |
| Guilherme de Volpiano   | 1 de Janeiro    | Abade                    | Sim   |       |
| Guilherme Repin         | 2 de Janeiro    | Sacerdote e Mártir       |       | Sim   |
| Guilherme Vives         | 3 de Janeiro    | Religioso                |       | Sim   |

## H
| Nome                  | Dia da Festa    | Classificação | Santo | Beato |
| Hany Abdelmesih Salib | 15 de Fevereiro | Mártir        | Sim   |       |
| Henrique de Ossó      | 27 de Janeiro   | Fundador      | Sim   |       |

## I
| Nome                                | Dia da Festa  | Classificação         | Santo | Beato |
| Illán, o Lavrador                   | 16 de Maio    | Confessor             | Sim   |       |
| Imbênia                             | 3 de Janeiro  | Mártir                | Sim   |       |
| Inácio de Azevedo e 39 companheiros | 17 de Julho   | Religiosos e Mártires |       | Sim   |
| Inácio de Loyola                    | 31 de Julho   | Presbítero e Fundador | Sim   |       |
| Inácio Maloyan                      | 11 de Junho   | Arcebispo e Mártir    | Sim   |       |
| Inocêncio de Maria Imaculada        | 9 de Outubro  | Religioso e Mártir    | Sim   |       |
| Isabel Cristina Mrad Campos         | 1 de Setembro | Virgem e Mártir       |       | Sim   |
| Isabel da Trindade                  | 8 de Novembro | Religiosa             | Sim   |       |
| Isabel de Aragão (de Portugal)      | 4 de Julho    | Rainha e Religiosa    | Sim   |       |
| Isaque de Nínive                    | 28 de Janeiro | Bispo Assírio         | Sim   |       |
| Isidoro, o Lavrador                 | 15 de Maio    | Confessor             | Sim   |       |
| Istifan al-Duwayhi                  | 3 de maio     | Arcebispo e mártir    |       | Sim   |
| Iria de Tomar                       | 20 de Outubro | Virgem e Mártir       | Sim   |       |

## J
| Nome                            | Dia da Festa                  | Classificação               | Santo | Beato |
| Jacinto Vera                    | 6 de maio                     | Bispo                       |       | Sim   |
| Jesús Emilio Jaramillo Monsalve | 3 de outubro                  | Bispo e Mártir              |       | Sim   |
| John Henry Newman               | 9 de outubro                  | Cardeal e Doutor da Igreja  | Sim   |       |
| João, o Bom                     | 2 de Janeiro                  | Bispo                       | Sim   |       |
| João Bosco                      | 31 de Janeiro                 | Presbítero e Fundador       | Sim   |       |
| João Batista Angers             | 1 de Janeiro                  | Mártir                      |       | Sim   |
| João Nepomuceno Neumann         | 5 de Janeiro                  | Bispo                       |       | Sim   |
| João XXIII                      | 11 de Outubro                 | Papa                        | Sim   |       |
| João Paulo I                    | 26 de Agosto                  | Papa                        |       | Sim   |
| João Paulo II                   | 22 de Outubro                 | Papa                        | Sim   |       |
| João Soreth                     | 25/28 de Julho                | Religioso                   |       | Sim   |
| João da Cruz                    | 14 de Dezembro                | Fundador e Doutor da Igreja | Sim   |       |
| João de Brito                   | 4 de Fevereiro                | Mártir                      | Sim   |       |
| João de Deus                    | 8 de Março                    | Fundador                    | Sim   |       |
| João Gabriel Perboyre           | 11 de Setembro                | Presbítero e Mártir         | Sim   |       |
| João Lostau Navarro             | 3 de Outubro                  | Mártir                      | Sim   |       |
| João Maria Vianney (Cura d'Ars) | 4 de Agosto                   | Presbítero                  | Sim   |       |
| João de Ribera                  | 6 de Janeiro                  | Bispo                       | Sim   |       |
| João de Montecorvino            | 1 de Janeiro                  | Missionário                 |       | Sim   |
| João Duns Escoto                | 8 de maio                     | Teólogo                     |       | Sim   |
| João Schiavo                    | 8 de Julho                    | Presbítero                  |       | Sim   |
| Joana d’Arc                     | 30 de Maio                    | Virgem e Mártir             | Sim   |       |
| Joana de Montefalco             | 22 de Novembro                | Mística                     |       | Sim   |
| Joana de Portugal, Princesa     | 12 de Maio                    | Virgem                      |       | Sim   |
| Jordão de Évora                 |                               | Mártir                      | Sim   |       |
| Jorge, o Chozibita              | 8 de Janeiro                  | Eremita                     | Sim   |       |
| José Allamano                   | 16 de Fevereiro               | Presbítero                  | Sim   |       |
| José de Anchieta                | 9 de Junho                    | Presbítero                  | Sim   |       |
| José Gregorio Hernández         | 26 de Outubro                 | Leigo                       | Sim   |       |
| José Maria Tomasi               | 1 de Janeiro                  | Cardeal                     | Sim   |       |
| José Sánchez del Río            |                               | Mártir                      | Sim   |       |
| José Tuan                       | 7 de Janeiro                  | Pai de Família              | Sim   |       |
| Josefa Naval Girbés             | 24 de Fevereiro 6 de Novembro | Virgem e Leiga              |       | Sim   |
| Josefina Leroux                 | 22 de Outubro                 | Mártir                      |       | Sim   |
| Józef Kowalski                  | 4 de Julho                    | Presbítero e Mártir         |       | Sim   |
| Józef Ulma                      | 7 de Julho                    | Mártir                      |       | Sim   |
| Juan del Castillo               | 17 de Novembro                | Mártir                      | Sim   |       |
| Junípero Serra                  | 1 de julho                    | Frade e missionário         | Sim   |       |
| Juliano                         | 9 de Janeiro                  | Mártir                      | Sim   |       |
| Juliano de Gozzano              | 7 de Janeiro                  | Diácono                     | Sim   |       |
| Julião                          | 12 de Fevereiro               | Mártir                      | Sim   |       |
| Julião de Antíoquia             | 16 de Março                   | Mártir                      | Sim   |       |
| Justino de Chieti               | 1 de Janeiro                  | Bispo                       | Sim   |       |
| Justo Ukon Takayama             |                               | Mártir                      |       | Sim   |

## K
| Nome                  | Dia da Festa          | Classificação       | Santo | Beato |
| Kateri Tekakwitha     | 17 de abril           | Virgem              | Sim   |       |
| Karl Leisner          | 12 de agosto          | Padre e Mártir      |       | Sim   |
| Karolina Kózka        | 18 de Novembro        | Virgem e Mártir     |       | Sim   |
| Kirollos Shokry Fawzy | 15 de Fevereiro       | Mártir              | Sim   |       |
| Klymentiy Sheptytskyi | 1 de maio 27 de junho | Presbítero e Mártir |       | Sim   |

## L
| Nome                       | Dia da Festa    | Classificação            | Santo | Beato |
| Laura Vicuña               | 22 de Janeiro   | Leiga                    |       | Sim   |
| Lázaro, o Leproso          | 17 de Dezembro  | Confessor                | Sim   |       |
| Leandro                    | 8 de Janeiro    | Religioso                |       | Sim   |
| Leão I                     | 10 de Novembro  | Papa                     | Sim   |       |
| Leonardo Melki             | 10 de junho     | Presbítero e Mártir      |       | Sim   |
| Libêncio de Bremen         | 4 de Janeiro    | Bispo                    | Sim   |       |
| Lindalva Justo de Oliveira | 7 de Janeiro    | Virgem e Mártir          |       | Sim   |
| Loqa Nagaty                | 15 de Fevereiro | Mártir                   | Sim   |       |
| Lourenço Batard            | 2 de Janeiro    | Mártir                   |       | Sim   |
| Lourenço Justiniani        | 8 de Janeiro    | Bispo                    | Sim   |       |
| Lourenço de Brindisi       | 21 de Julho     | Frade e Doutor da Igreja | Sim   |       |
| Lourenço O'Toole           | 14 de novembro  | Arcebispo                | Sim   |       |
| Lúcifer Calaritano         | 20 de Maio      | Bispo                    | Sim   |       |
| Luciano                    | 8 de Janeiro    | Mártir                   | Sim   |       |
| Luciano de Antioquia       | 7 de Janeiro    | Mártir                   | Sim   |       |
| Luciano de Lentini         | 3 de Janeiro    | Bispo                    | Sim   |       |
| Luís de Halles             | 4 de Janeiro    | Religioso                |       | Sim   |
| Luigi Biraghi              | 28 de Maio      | Presbítero e Fundador    |       | Sim   |
| Lucia Bartolini Rucellai   | 22 de Outubro   | Religiosa                |       | Sim   |
| Lúcia Brocadelli           | 16 de Novembro  | Virgem e Estigmatizada   |       | Sim   |
| Lúcia Filippini            | 26 de Março     | Religiosa e Fundadora    | Sim   |       |

## M
| Nome                                                        | Dia da Festa    | Classificação                 | Santo | Beato |
| Macário, o Escocês                                          | 6 de Janeiro    | Abade                         |       | Sim   |
| Maged Solaiman Shehata                                      | 15 de Fevereiro | Mártir                        | Sim   |       |
| Malak Farag Abrão                                           | 15 de Fevereiro | Mártir                        | Sim   |       |
| Malak Ibrahim Sinweet                                       | 15 de Fevereiro | Mártir                        | Sim   |       |
| Manços/Mâncio                                               | 15 de Maio      | Bispo                         | Sim   |       |
| Manuel Gómez González                                       | 21 de Maio      | Presbítero e Mártir           |       | Sim   |
| Manuel González Garcia                                      | 4 de Janeiro    | Bispo e Fundador              |       | Sim   |
| Maravilhas de Jesus                                         | 11 de Dezembro  | Religiosa                     | Sim   |       |
| Marcela de Marselha                                         | 31 de Janeiro   | Discípula                     | Sim   |       |
| Marcelina de Milão                                          | 17 de Julho     | Virgem                        | Sim   |       |
| Marcelina Darowska (Maria Marcelina da Imaculada Conceição) | 5 de Janeiro    | Fundadora                     |       | Sim   |
| Marcelino                                                   | 2 de Janeiro    | Mártir                        | Sim   |       |
| Marcelino Champagnat                                        | 6 de Junho      | Fundador                      | Sim   |       |
| Marcel Callo                                                | 19 de março     | Mártir                        |       | Sim   |
| Marcos                                                      | 2 de Abril      | Evangelista e Mártir          | Sim   |       |
| Marcolino Amanni de Forli                                   | 2 de Janeiro    | Sacerdote                     |       | Sim   |
| Maria Ana Sureau Blondin                                    | 2 de Janeiro    | Fundadora                     |       | Sim   |
| Maria Anna Salla                                            | 24 de Novembro  | Religiosa                     |       | Sim   |
| Maria Antônia de San José                                   | 7 de Março      | Religiosa                     | Sim   |       |
| Maria Cândida da Eucaristia                                 | 14 de Junho     | Fundadora                     |       | Sim   |
| Maria Clara do Menino Jesus                                 | 1 de Dezembro   | Virgem e Fundadora            |       | Sim   |
| Maria Francisca Schervier                                   | 14 de Dezembro  | Religiosa e Fundadora         |       | Sim   |
| Maria Laura Mainetti                                        | 6 de Junho      | Religiosa e Mártir            |       | Sim   |
| Maria Madalena de Pazzi                                     | 25 de Maio      | Mística                       | Sim   |       |
| Maria Pia Mastena                                           | 27 de Junho     | Fundadora                     |       | Sim   |
| Maria Teresa Fasce                                          | 12 de outubro   | Religiosa                     |       | Sim   |
| Maria Teresa do Sagrado Coração (Haze)                      | 7 de Janeiro    | Fundadora                     |       | Sim   |
| Maria da Encarnação                                         | 18 de Abril     | Religiosa                     |       | Sim   |
| Maria de Jesus                                              | 12 de Setembro  | Virgem e Confessora           |       | Sim   |
| Maria do Divino Coração Droste zu Vischering                | 8 de Junho      | Religiosa                     |       | Sim   |
| Maria dos Anjos                                             | 16 de Dezembro  | Virgem                        |       | Sim   |
| Maria Margarida d'Youville                                  | 16 de Outubro   | Fundadora                     | Sim   |       |
| Maria Toríbia                                               | 9 de Setembro   | Confessora                    | Sim   |       |
| Maria Troncatti                                             | 25 de Agosto    | Religiosa                     | Sim   |       |
| Maria Ulma                                                  | 7 de Julho      | Mártir                        |       | Sim   |
| Mariam Baouardy - Maria de Jesus Crucificado                | 26 de Agosto    | Virgem e Mística              | Sim   |       |
| Mariam Thersia Chiramel Mankidiyan                          |                 | Religiosa                     | Sim   |       |
| Marian Repeto                                               | 5 de Janeiro    | Virgem                        | Sim   |       |
| Mariano (Marian) Konopinski                                 | 1 de Janeiro    | Presbítero e Mártir           |       | Sim   |
| Mariano de la Mata Aparício                                 | 5 de Novembro   | Presbítero                    |       | Sim   |
| Marie-Léonie Paradis                                        | Religiosa       | 4 de Maio                     | Sim   |       |
| Martinho de Dume/de Braga                                   | 20 de Março     | Bispo                         | Sim   |       |
| Martinho de Porres                                          | 3 de Novembro   | Religioso                     | Sim   |       |
| Martinho de Soure (ou Martinho Árias)                       | 31 de Janeiro   | Mártir                        | Sim   |       |
| Mártires da Guerra Civil Espanhola                          | 6 de Novembro   | Mártires                      | Sim   | Sim   |
| Mártires de Cunhaú e Uruaçu                                 | 3 de Outubro    | Presbíteros e Leigos Mártires | Sim   |       |
| Mártires de Damasco                                         | Mártires        | 10 de Julho                   | Sim   |       |
| Mateus Ayariga                                              | 15 de Fevereiro | Mártir                        | Sim   |       |
| Mateus Guimerá de Agrigento                                 | 7 de Janeiro    | Bispo                         |       | Sim   |
| Mateus Moreira                                              | 3 de Outubro    | Leigo e Mártir                | Sim   |       |
| Matilde de Hackeborn                                        | 29 de Novembro  | Religiosa                     | Sim   |       |
| Maximino de Aix                                             | 8 de Junho      | Bispo                         | Sim   |       |
| Maximiano de Ravena                                         | 8 de Janeiro    | Mártir                        | Sim   |       |
| Máximo de Pávia                                             | 8 de Janeiro    | Bispo                         | Sim   |       |
| Maxelenda de Caudry                                         | 13 de Novembro  | Virgem e Mártir               | Sim   |       |
| Milad Makeen Zaky                                           | 15 de Fevereiro | Mártir                        | Sim   |       |
| Mina Fayez Aziz                                             | 15 de Fevereiro | Mártir                        | Sim   |       |
| Múnia de Barcelona                                          | 28 de Fevereiro | Virgem e Mártir               | Sim   |       |

## N
| Nome                 | Dia da Festa  | Classificação | Santo | Beato |
| Narciso              | 2 de Janeiro  | Mártir        | Sim   |       |
| Natalan              | 8 de Janeiro  | Bispo         | Sim   |       |
| Nilamão              | 6 de Janeiro  | Anacoreta     | Sim   |       |
| Nuno Álvares Pereira | 6 de Novembro | Religioso     | Sim   |       |

## O
| Nome                 | Dia da Festa | Classificação  | Santo | Beato |
| Odilon de Cluny      | 1 de Janeiro | Abade          | Sim   |       |
| Óscar Romero         | 24 de março  | Arcebispo      | Sim   |       |
| Osmundo de Salisbury | 16 de julho  | Bispo          | Sim   |       |
| Ovídio de Braga      | 3 de Junho   | Bispo e Mártir | Sim   |       |

## P
| Nome                                   | Dia da Festa   | Classificação              | Santo | Beato |
| Paciente de Metz                       | 8 de Janeiro   | Bispo                      | Sim   |       |
| Pantaleão de Nicomédia                 | 27 de Julho    | Mártir e Santo Auxiliar    | Sim   |       |
| Parasceve das Balcãs                   | 13 de Outubro  | Mártir                     | Sim   |       |
| Paula de Roma                          | 26 de Janeiro  | Religiosa e Mãe do Deserto | Sim   |       |
| Paulina do Coração Agonizante de Jesus | 9 de Julho     | Religiosa e Fundadora      | Sim   |       |
| Pauline Jaricot                        | 9 de Janeiro   | Virgem e Fundadora         |       | Sim   |
| Paulo VI                               | 26 de Setembro | Papa                       | Sim   |       |
| Pier Giorgio Frassati                  | 4 de Julho     | Leigo                      | Sim   |       |
| Pio V                                  | 30 de Abril    | Papa                       | Sim   |       |
| Pio IX                                 | 7 de Fevereiro | Papa                       |       | Sim   |
| Pio X                                  | 21 de Agosto   | Papa                       | Sim   |       |
| Pedro Bonilli                          | 5 de Janeiro   | Sacerdote e Fundador       |       | Sim   |
| Pedro Donders                          | 14 de janeiro  | Presbítero e Missionário   |       | Sim   |
| Pedro Fabro                            | 2 de Agosto    | Presbítero                 | Sim   |       |
| Pedro Friedhofen                       | 21 de Dezembro | Sacerdote e Fundador       |       | Sim   |
| Pedro Tessier                          | 5 de Janeiro   | Sacerdote e Mártir         |       | Sim   |
| Pedro Tomás                            | 8 de Janeiro   | Patriarca                  | Sim   |       |
| Pedro de Rates                         | 26 de Abril    | Bispo e Mártir             | Sim   |       |
| Peter To Rot                           | 7 de Julho     | Mártir                     | Sim   |       |
| Petro Oros                             | 27 de Agosto   | Bispo e Mártir             |       | Sim   |
| Polieuto                               | 7 de Janeiro   | Mártir                     | Sim   |       |

## Q
| Nome              | Dia da Festa | Classificação   | Santo | Beato |
| Quarto de Berito  | 4 de Janeiro | Bispo e Mártir  | Sim   |       |
| Quirino da Sescia | 4 de junho   | Bispo e Mártir  | Sim   |       |
| Quitéria          | 22 de Maio   | Virgem e Mártir | Sim   |       |

## R
| Nome                             | Dia da Festa   | Classificação       | Santo | Beato |
| Rafael Kalinowski                | 19 de Novembro | Religioso           | Sim   |       |
| Rafael Massabki                  | 10 de Julho    | Mártir              | Sim   |       |
| Rafaela Maria do Sagrado Coração | 6 de Janeiro   | Fundadora           | Sim   |       |
| Raimundo de Blanes               | 6 de Janeiro   | Mártir              | Sim   |       |
| Raimundo de Penafort             | 7 de Janeiro   | Sacerdote           | Sim   |       |
| Redento da Cruz                  | 29 de Novembro | Mártir              |       | Sim   |
| Renato Lego                      | 1 de Janeiro   | Mártir              |       | Sim   |
| Reinaldo de Colônia              | 7 de Janeiro   | Monge               | Sim   |       |
| Rigoberto de Reims               | 4 de Janeiro   | Bispo               | Sim   |       |
| Rigomero                         | 4 de Janeiro   | Bispo               | Sim   |       |
| Rita de Cássia                   | 22 de Maio     | Religiosa           | Sim   |       |
| Rita Amada de Jesus              | 6 de Janeiro   | Fundadora           |       | Sim   |
| Rogério de Todi                  | 5 de Janeiro   | Sacerdote           |       | Sim   |
| Roque Gonzales de Santa Cruz     | 17 de Novembro | Mártir              | Sim   |       |
| Rosa de Lima                     | 30 de Agosto   | Mística             | Sim   |       |
| Rosario Livatino                 | 21 de setembro | Juiz e mártir       |       | Sim   |
| Rosendo de Celanova              | 1 de Março     | Fundador            | Sim   |       |
| Rutílio Grande                   | 12 de Março    | Presbítero e Mártir |       | Sim   |

## S
| Nome                            | Dia da Festa    | Classificação      | Santo | Beato |
| Sameh Salah Faruq               | 15 de Fevereiro | Mártir             | Sim   |       |
| Samuel Alham Wilson             | 15 de Fevereiro | Mártir             | Sim   |       |
| Sancha de Aragão                | 19 de Outubro   | Virgem e Religiosa |       | Sim   |
| Sara Kali                       | 24 de Maio      | Virgem             | Sim   |       |
| Sátiro de Milão                 | 17 de Setembro  |                    | Sim   |       |
| Sebastião                       | 20 de Janeiro   | Mártir             | Sim   |       |
| Senhorinha de Basto             | 22 de Abril     | Virgem             | Sim   |       |
| Severino                        | 8 de Janeiro    | Abade              | Sim   |       |
| Severino Gallo                  | 1 de Janeiro    | Mártir             | Sim   |       |
| Sigismondo (Zygmut) Gorazdowski | 1 de Janeiro    | Sacerdote          | Sim   |       |
| Silvestre de Tróia              | 2 de Janeiro    | Abade              | Sim   |       |
| Simão Fidati                    | 16 de Fevereiro | Religioso          |       | Sim   |
| Simão de Trento                 | 24 de Março     | Mártir             |       | Sim   |
| Simão Stock                     | 16 de Maio      | Religioso          | Sim   |       |
| Sinclética                      | 5 de Janeiro    | Virgem             | Sim   |       |
| Somaily Astafanus Kamel         | 15 de Fevereiro | Mártir             | Sim   |       |
| Stanisława Ulma                 | 7 de Julho      | Mártir             |       | Sim   |
| Stefan Wyszyński                | 28 de maio      | Cardeal            |       | Sim   |
| Susana de Eleuterópolis         | 20 de Setembro  | Religiosa e Mártir | Sim   |       |

## T
| Nome                      | Dia da Festa    | Classificação              | Santo | Beato |
| Tawadros Yusuf Tawadros   | 15 de Fevereiro | Mártir                     | Sim   |       |
| Telésforo                 | 2 de Janeiro    | Papa e Mártir              | Sim   |       |
| Teresa Benedita da Cruz   | 9 de Agosto     | Mártir                     | Sim   |       |
| Teresa Maria da Cruz      | 23 de Abril     | Religiosa                  |       | Sim   |
| Teresa Margarida Redi     | 1 de Novembro   | Religiosa                  | Sim   |       |
| Teresa de Ávila           | 15 de Outubro   | Virgem e Doutora da Igreja | Sim   |       |
| Teresa de Calcutá         | 5 de Setembro   | Religiosa/Santa            | Sim   |       |
| Teresa de Lisieux         | 1 de Outubro    | Virgem e Doutora da Igreja | Sim   |       |
| Teresa de Santo Agostinho | 17 de Julho     | Mártir                     | Sim   |       |
| Teresa dos Andes          | 13 de Julho     | Virgem                     | Sim   |       |
| Teodoro de Marsélha       | 2 de Janeiro    | Bispo                      | Sim   |       |
| Teonas                    | 3 de Janeiro    | Mártir                     | Sim   |       |
| Teopempto                 | 3 de Janeiro    | Mártir                     | Sim   |       |
| Teotónio                  | 18 de Fevereiro | Fundador                   | Sim   |       |
| Teófilo                   | 8 de Janeiro    | Mártir                     | Sim   |       |
| Teógenes                  | 3 de Janeiro    | Mártir                     | Sim   |       |
| Tiaga Maria da Cruz       | 8 de Janeiro    | Virgem                     |       | Sim   |
| Tiago Ledoyen             | 5 de Janeiro    | Sacerdote e Mártir         |       | Sim   |
| Tilão                     | 7 de Janeiro    | Monge                      | Sim   |       |
| Tito Brandsma             | 27 de Julho     | Mártir                     |       | Sim   |
| Thomas Saleh              | 10 de junho     | Presbítero e Mártir        |       | Sim   |
| Tomás Pluntree            | 4 de Janeiro    | Sacerdote e Mártir         |       | Sim   |

## U
| Nome                       | Dia da Festa | Classificação | Santo | Beato |
| Ugolino de Gualdo Cattaneo | 1 de Janeiro | Eremita       |       | Sim   |
| Urbano II                  | 29 de julho  | Papa          |       | Sim   |

## V
| Nome                  | Dia da Festa   | Classificação         | Santo | Beato |
| Valentim              | 7 de Janeiro   | Bispo                 | Sim   |       |
| Valentin Paquay       | 1 de Janeiro   | Sacerdote             |       | Sim   |
| Vicente Maria Strambi | 1 de Janeiro   | Bispo                 | Sim   |       |
| Vicente Pallotti      | 22 de Janeiro  | Presbítero e Fundador | Sim   |       |
| Vincenza Maria Poloni | 11 de Novembro | Religiosa e Fundadora | Sim   |       |
| Vicenziano            | 2 de Janeiro   | Eremita               | Sim   |       |
| Vigílio               | 26 de junho    | Bispo e Mártir        | Sim   |       |
| Vilgeforte            | 20 de Julho    | Virgem e Mártir       | Sim   |       |
| Virgínia              | 7 de Janeiro   | Virgem                | Sim   |       |

## W
| Nome                   | Dia da Festa  | Classificação | Santo | Beato |
| Wiktoria Niemczak Ulma | 7 de Julho    | Mártir        |       | Sim   |
| William de Norwich     | 26 de Março   | Mártir        |       | Sim   |
| Władysław Ulma         | 7 de Julho    | Mártir        |       | Sim   |
| Wolfgang de Ratisbona  | 31 de Outubro | Bispo         | Sim   |       |

## X
| Nome          | Dia da Festa  | Classificação | Santo | Beato |
| Xênia de Roma | 24 de Janeiro | Diaconisa     | Sim   |       |

## Y
| Nome               | Dia da Festa    | Classificação | Morte | Santo | Beato |
| Yusuf Shukry Yunan | 15 de Fevereiro | Mártir        | Sim   |       |       |

## Z
| Nome          | Dia da Festa  | Classificação  | Santo | Beato |
| Zdislava      | 1 de Janeiro  | Mãe de Família | Sim   |       |
| Zita de Lucca | 27 de Janeiro | Virgem         | Sim   |       |

## Fonte
- Índice Alfabético de Santos e Beatos,  Martirológio Romano, Portal Ecclesia[ligação inativa]
- Santi, Beati e Testimoni. Disponível em: <http://www.santibeati.it/>. último acesso em: 04 jan. 2017.